# Hochuferweg Granitz

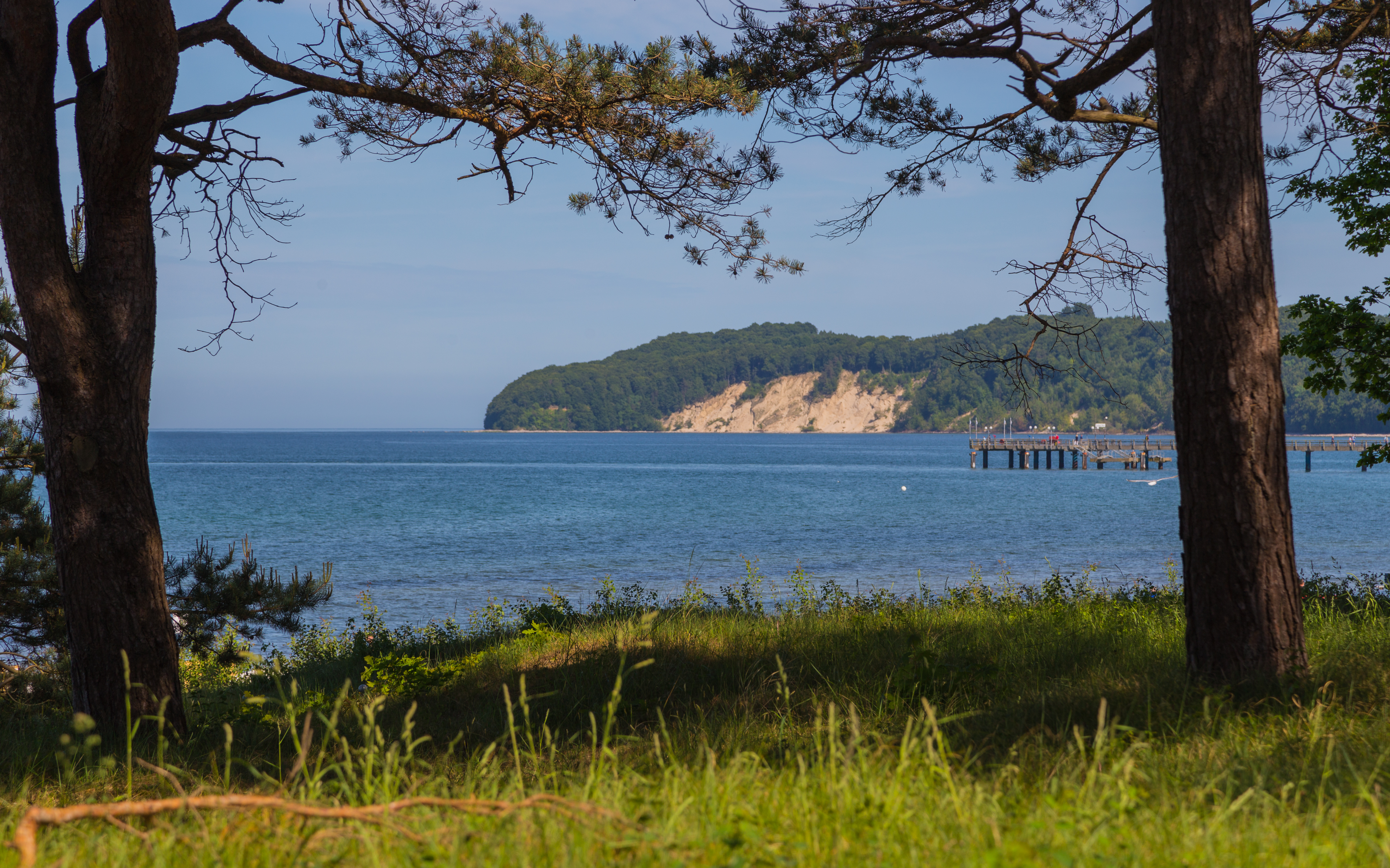
Granitzer Ort gesehen von Binz

Der Hochuferweg Granitz ist ein Wanderweg zwischen den Ostseebädern Sellin und Binz auf der deutschen Insel Rügen. Er führt auf dem Hochufer der Prorer Wiek durch die Granitz, die sich durch einen der größten zusammenhängenden Buchenwälder im norddeutschen Raum auszeichnet. Das Naturschutzgebiet ist Teil des Biosphärenreservat Südost-Rügen.

## Verlauf
Der Hochuferweg beginnt oberhalb von der Seebrücke Sellin am Kurhaus. Auf überwiegend naturnahem Pfad wandert man mehr oder weniger nahe an der Abbruchkante zur Prorer Wiek durch hochstämmigen Buchenwald. Von der Ufersicht Waldhalle, an der sich bis in die 1980er Jahre ein Ausflugslokal befand, kann ein Abstecher zum inseleinwärts gelegenen Schwarzen See gemacht werden. Weitere Stationen auf dem Hochuferweg sind die vorspringenden Steilküsten Granitzer Ort und Silvitzer Ort, nach letzterer kann durch die Teufelsschlucht (Granitz) zum Ostseestrand abgestiegen werden. Das letzte Stück führt auf der Seepromenade von Binz zur Seebrücke Binz.

## Sicherheitshinweis
Es wird empfohlen auf dem ausgewiesenen Weg zu bleiben, da am Kliff Absturzgefahr besteht.

## Galerie

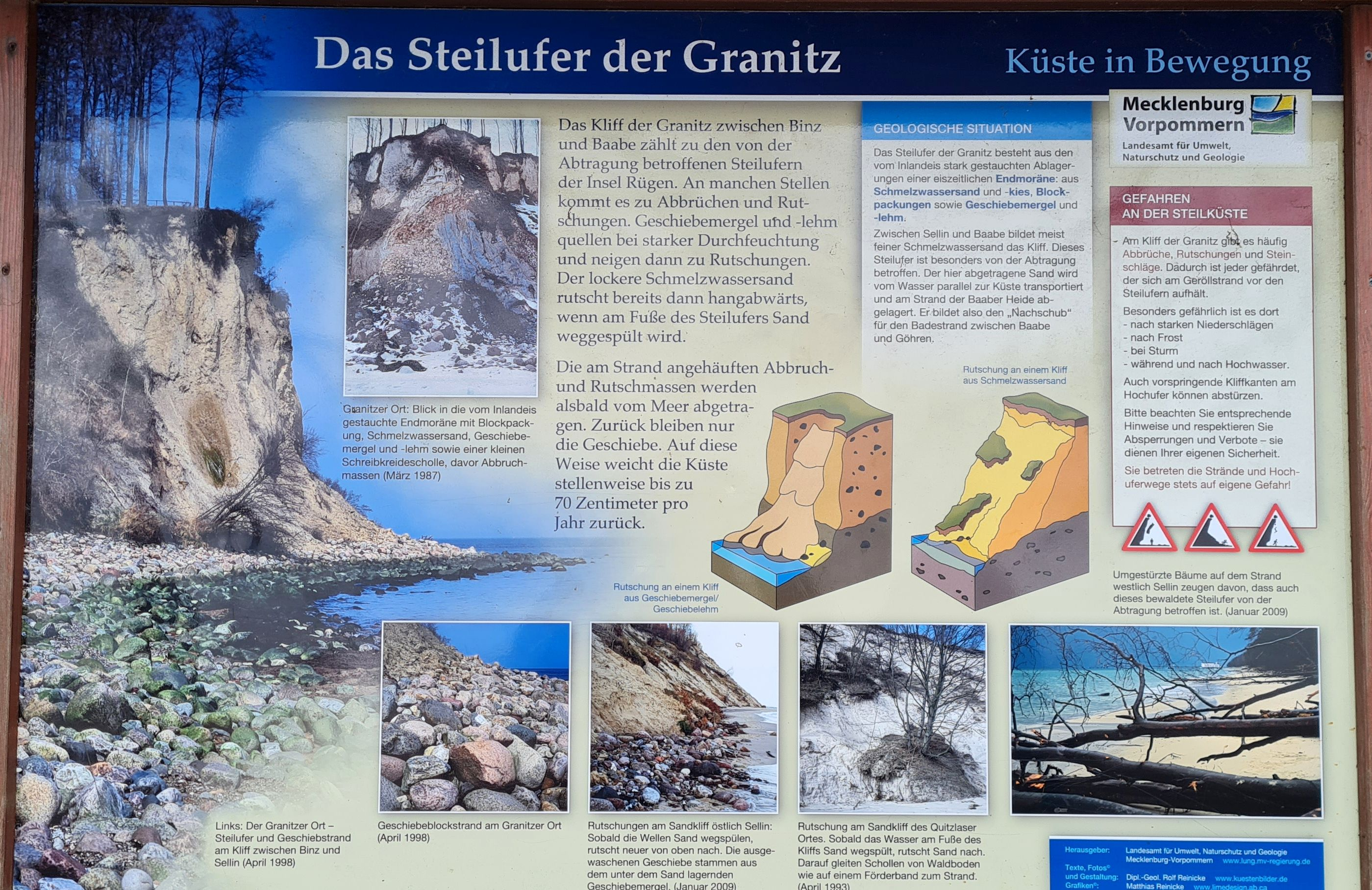
Infotafel Steilufer Granitz
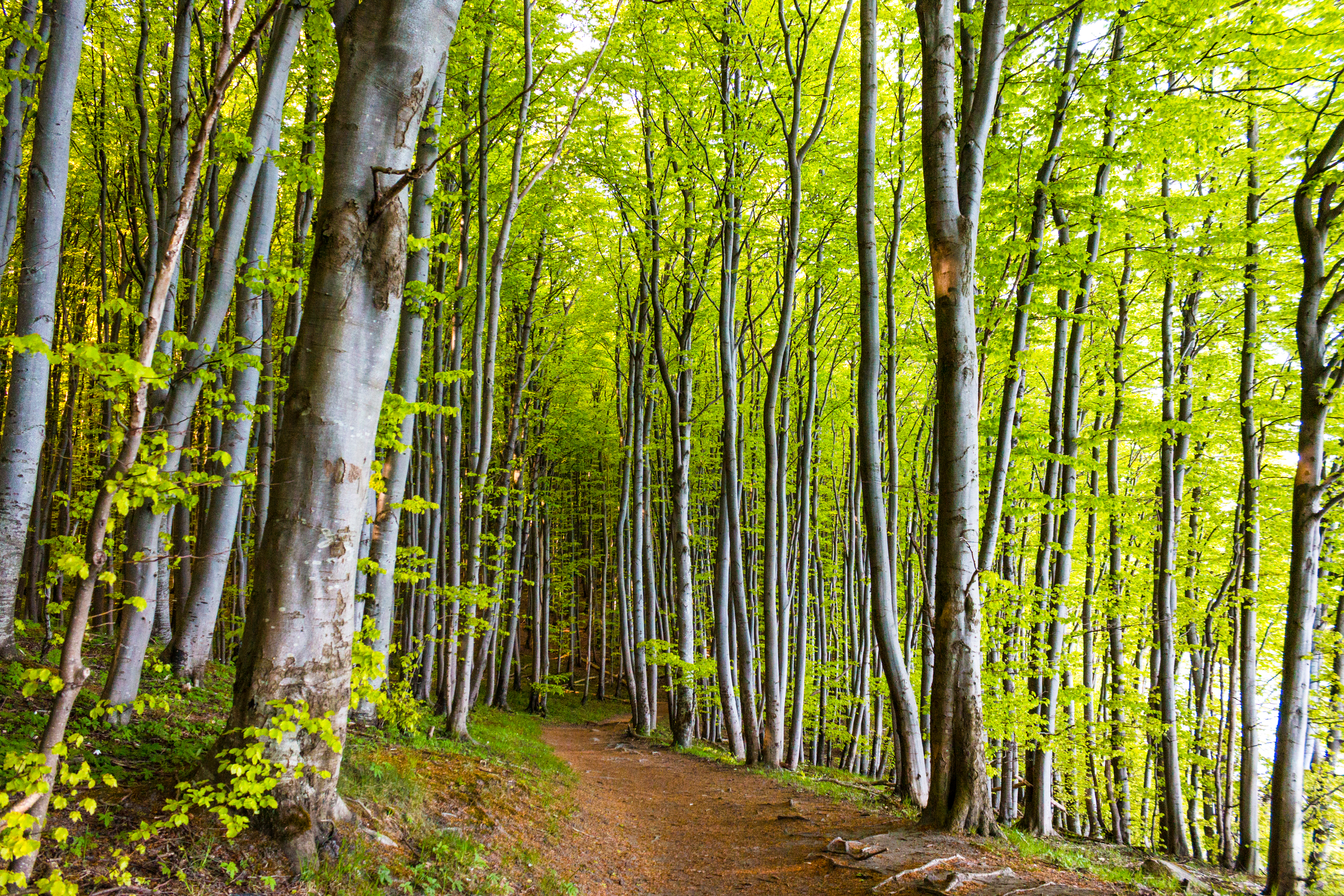
Buchenwald in der Granitz
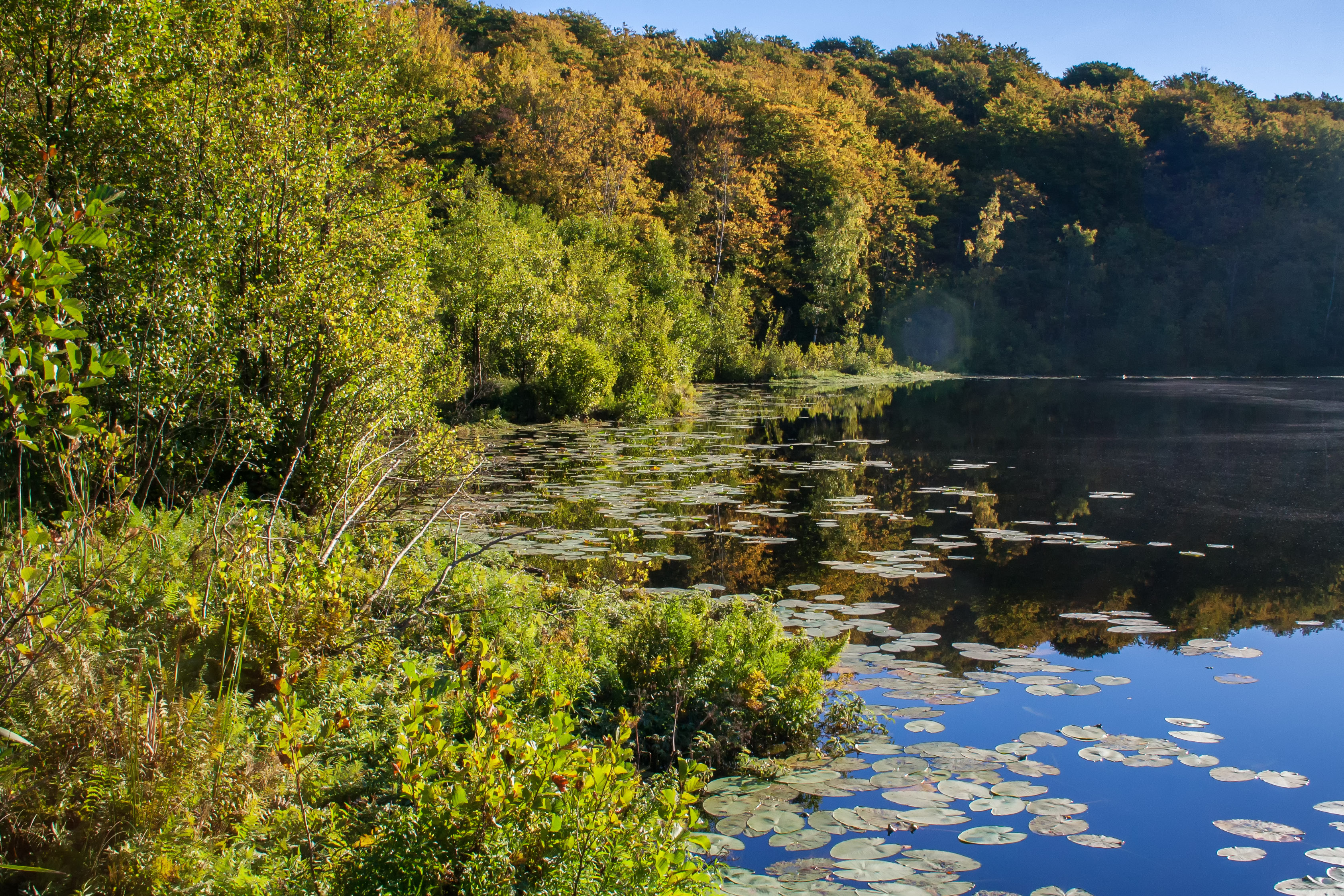
Schwarzer See
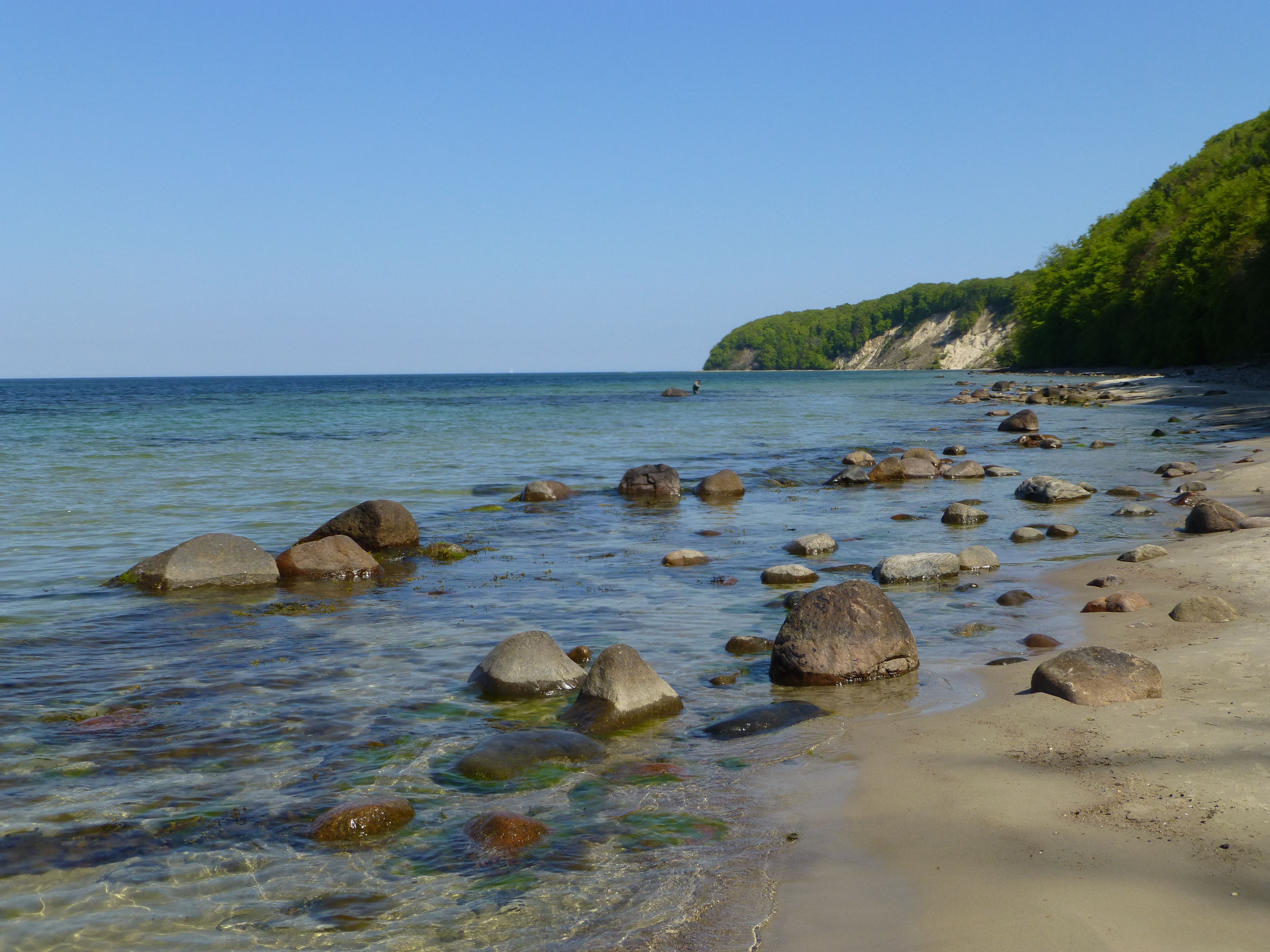
Blick auf Granitzer Ort